# Stepan Iwanowitsch Scheschkowski

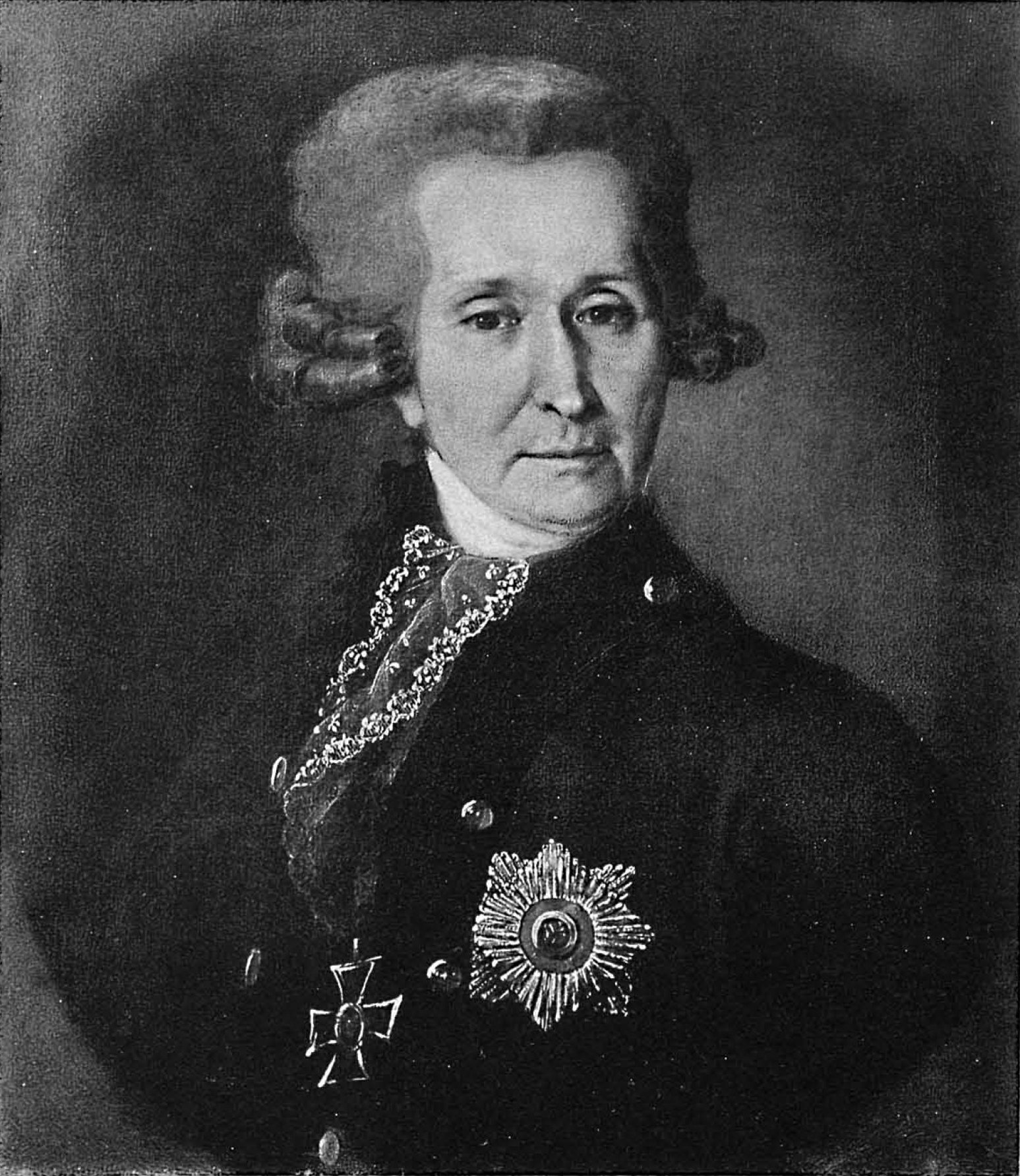
Geheimrat Stepan Iwanowitsch Scheschkowski

Stepan Iwanowitsch Scheschkowski (russisch Степан Иванович Шешковский; * 20. Novemberjul. / 1. Dezember 1727greg. in Sankt Petersburg; † 12. Maijul. / 23. Mai 1794greg. ebenda) war ein russischer Geheimrat im Dienst von Katharina II. und höchster Untersuchungsbeamter für besonders geheime Staatsaffären, der wegen der Härte seiner Verhörmethoden gefürchtet war.

## Leben
Scheschkowskis Vater, Iwan Jemeljanowitsch Scheschkowski (1691–1767), diente als Kanzlist im Regierenden Senat. Er lehrte seinen Sohn früh das Lesen und Schreiben. Im Jahre 1736 wurde auf höchsten Erlass verordnet, dass Kinder von Adel und Offizieren, die älter als sieben Jahre waren, in Sankt Petersburg eine Schule zu besuchen hatten. Scheschkowski wurde daraufhin an eine griechisch-lateinische Schule geschickt, und da er des Lesens und Schreibens bereits mächtig war, studierte er Latein. 1737 zerstörte ein Großfeuer die Grundfesten der Schule und der Unterricht wurde auf unbestimmte Zeit suspendiert. Ein Jahr darauf stand er als minderjähriger Landjunker im Dienst des Sibirischen Prikas'. 1740 arbeitete Scheschkowski vorübergehend in der 1726 gegründeten Geheimkanzlei und zwei Jahre später wiederum als Kopist für den Sibirischen Prikas. Da ihm die Arbeit dort nicht zusagte, entfernte er sich am 10. Februarjul. / 21. Februar 1743greg. eigenmächtig vom Dienst und begab sich nach Sankt Petersburg. Seine Vorgesetzten waren darüber stark beunruhigt und ließen ihn umgehend suchen.
Unterdessen bereitete Scheschkowski seine Übersiedlung in das Moskauer Kontor für geheime Fahndungsangelegenheiten, das seit Ende 1743 existierte, vor. In Moskau schaffte er es, dem Chef der Geheimen Kanzlei Grafen Schuwalow zu gefallen und in seine Dienste zu treten. Nachdem er schon 1748 Unterkanzlist des Moskauer Kontors für geheime Fahndungsangelegenheiten geworden war, zog er nach Sankt Petersburg und übernahm den Posten des Archivars der Geheimen Kanzlei. 1754 bestimmte ihn der Senat auf Vorschlag Schuwalows zum Protokollisten der Kanzlei. Drei Jahre später wurde Scheschkowski von Kaiserin Elisabeth zum Sekretär der Geheimen Kanzlei befördert und unterstand Schuwalow direkt. In dieser Position arbeitete er bis zum 7. Februarjul. / 18. Februar 1762greg., dem Tag der Auflösung der Geheimen Kanzlei durch Peter III. Bis dahin gelang es ihm, ein umfangreiches Beziehungsnetzwerk aufzubauen, sodass ihm sogar die Auflösung der Kanzlei zum Vorteil gereichte und er zum Senatssekretär aufstieg.
Kaiserin Katharina II., die nach ihrer Thronbesteigung die Auflösung der Geheimen Kanzlei unterstützt hatte, ließ im Senat eine geheime Expedition gründen, die sich in ihren Aufgaben in keiner Weise von der Geheimen Kanzlei unterschied. Scheschkowski, der sich früh die Reputation eines gewandten Detektives und geheimen Fahnders erworben hatte, erwies sich als nützlicher Gehilfe in den Anfangsjahren der Regierung von Katharina II. Er machte sich daher bei der Kaiserin selbst bekannt, die ihm Fahndungsaufträge in den wichtigsten Angelegenheiten anvertraute. So nahm er 1763 am Verhör von Arsseni Mazejewitsch in Anwesenheit von Katharina II., Graf Orlow und Generalprokurator Glebow teil. Im Folgejahr führte er die Ermittlungen gegen Wassili Mirowitsch, der 1764 vermeintlich versuchte, den gestürzten Iwan VI. zurück auf den Thron zu bringen. Aufgrund seiner Verdienste wurde Scheschkowski höfischer Berater und in das 1. Departement des Regierenden Senats aufgenommen. Der 1767 zum Kollegienrat beförderte Scheschkowski, nahm in dieser Zeit die Stelle eines Obersekretärs des Regierenden Senats ein. Katharina II. schickte ihn Anfang Oktober 1774 aufgrund seiner außerordentlichen Fähigkeiten nach Moskau zur Untersuchung des Falles Pugatschow, der als Anführer eines Bauernaufstandes behauptete, er sei der verstorbene Zar Peter Fjodorowitsch (Peter III.). Mitte Dezember 1775 waren die Untersuchungen erfolgreich und für Katharina II. erfreulich abgeschlossen, woraufhin Scheschkowski zum Staatsrat befördert wurde.
Der folgende Fall Scheschkowskis betraf weniger politische als vielmehr persönliche Interessen Katharina der Großen. Da in Sankt Petersburg kaiserliche Karikaturen und Schmähschriften aufgetaucht waren, wurde er beauftragt, den Autor zu ermitteln. Einige weitere Angelegenheiten, in denen er erfolgreich Nachforschungen übernahm, banden ihn fester an Katharina II., die ihn im Januar 1781 zum Wirklichen Staatsrat ernannte und damit fast unabhängig vom Generalprokurator machte. 1788 führte er Untersuchungen zur Denunziationsangelegenheit des Irkutsker Statthalters Jacobi durch und hielt ihn für schuldig. Nur die energische Fürsprache des Dichters Gawriil Romanowitsch Derschawin konnte Jacobi rehabilitieren.
1789 verhörte er den Schriftsteller Alexander Nikolajewitsch Radischtschew, der in seinem Roman Reise von Petersburg nach Moskau die seiner Meinung nach unerträglichen Verhältnisse in Russland unter Katharina II., insbesondere die Leibeigenschaft und die Unmenschlichkeit der herrschenden und weitgehend verkommenen aristokratischen Klasse, kritisierte. Radischtschew wurde von Scheschkowski nicht gefoltert. Radischtschew war bekannt, dass niemand danach trachten würde, das Leben seiner Familie zu zerstören. Trotzdem schwor er nach zweiwöchiger Vernehmung seinen Überzeugungen ab, verdammte sein Buch und bat um Gnade. 1790 folgten Untersuchungen in der Sache des Hofrats Walz, einem Sekretär des Staatlichen Kollegiums für auswärtige Angelegenheiten, der beschuldigt wurde, Verbindungen mit ausländischen Ministern zu unterhalten.
Alle diese Fälle gaben Scheschkowski die Möglichkeit, sich vor Katharina der Großen auszuzeichnen. Diese belohnte seine Arbeit in der geheimen Expedition mit dem Orden des Heiligen Wladimir 2. Klasse, beförderte ihn 1791 zum Geheimrat und schenkte ihm eine jährlich Pension von 2000 Rubeln.
Scheschkowski besaß eine einflussreiche Stellung am Hof. Nicht selten schmeichelten ihm viele hohe staatliche Würdenträger und buhlten um seine Freundschaft. Aber es gab auch unabhängige und mutige Menschen, die ihm mit unverhohlener Verachtung begegneten. So begrüßte ihn Fürst Potjomkin bei einer Begegnung häufig mit den Worten: „Quälst du jemanden, Stepan Iwanowitsch?“, worauf Scheschkowski antwortete: „Nur ein wenig, Eure Durchlaucht.“ Wo Scheschkowski seine Macht spürte, verbreitete er Schrecken. Allein sein Name erfüllte Gefangene mit Angst.
Scheschkowski starb 1794 in Sankt Petersburg. Sein Leichnam wurde auf dem Friedhof des Alexander-Newski-Klosters beigesetzt. Zwei Monate nach seinem Tod, teilte der Generalstaatsanwalt Alexander Samoilow seiner Witwe mit, dass „Ihre Majestät, in Erinnerung an den eifrigen Dienst ihres verstorbenen Mannes, seiner Familie 10.000 Rubel vermache“.

## Auszeichnungen
- Orden des Heiligen Wladimir 2. Klasse